# Robinson Ranges
Robinson Ranges är en bergskedja i Australien. Den ligger i delstaten Western Australia, omkring 750 kilometer norr om delstatshuvudstaden Perth.
Omgivningarna runt Robinson Ranges är i huvudsak ett öppet busklandskap. Trakten runt Robinson Ranges är nära nog obefolkad, med mindre än två invånare per kvadratkilometer. Genomsnittlig årsnederbörd är 331 millimeter. Den regnigaste månaden är januari, med i genomsnitt 96 mm nederbörd, och den torraste är augusti, med 1 mm nederbörd.